# Laufzeitstereofonie
Laufzeitstereofonie oder auch AB-Stereofonie ist ein Aufnahmeverfahren der Lautsprecherstereofonie, bei der zwei parallel (parallel ist hier üblich bei einer Mikrofonbasis kleiner als 1 m) nach vorne zeigende Einzelmikrofone im gegebenen Abstand voneinander – der Mikrofonbasis – und in einer passenden Entfernung zum Klangkörper als Hauptmikrofonsystem angeordnet werden. 

## Grundlagen
Bei den für die Mikrofonierung verwendeten Mikrofonen handelt es sich überwiegend um solche mit der Charakteristik Kugel, wenn auch ohne Einschränkungen alle anderen Richtcharakteristiken dazu verwendet werden können. Man unterscheidet „Klein-A/B“ etwa bis zu einer Mikrofonbasisbreite kleiner als 35 cm und „Groß-A/B“ bei entsprechend größerer Basis. Dieser Wert ist nicht allgemein festgelegt.

## Verfahren der AB-Mikrophonierung
Bei der AB-Stereophonen Mikrophonierung entstehen Laufzeitdifferenzen ∆ t und somit auch Phasendifferenzen zwischen den beiden baugleichen Mikrophonen, die eine Stereoabbildung bei der Wiedergabe über Lautsprecher ermöglichen. Dabei wird der Wahrnehmungseffekt genutzt, dass das menschliche Gehör aufgrund der Zeitdifferenz, die durch den Abstand der Trommelfelle gegeben ist, die Richtung einer Schallquelle lokalisieren kann, und zwar hier (im Gegensatz zur sogenannten Intensitätsstereofonie) allein durch Laufzeitdifferenz, statt durch einen Phasenwinkel (>0°) der Mikrophon-Membranen.

Die Wahl der Stereo-Mikrofonbasis, also der Abstand der Links-Rechts-Mikrofone zueinander, hat einen erheblichen Einfluss auf die wahrgenommene 'Breite' des stereophonen Eindrucks. In der Praxis kann dieser zwischen wenigen cm und mehreren Metern betragen, und zwar in Abhängigkeit von der Breite der Mikrophonierten Schallquelle (Soloinstrument - Sinfonieorchester) und vom Abstand des Mikrophonpaars zur Schallquelle. 

Außerdem wird in Abhängigkeit von der verwendeten Richtcharakteristik der Mikrophone über die Mikrophonbasis (Abstand der Mikrophon-Membranen) auch der Aufnahmebereich (Erfassungskegel, Kugeln, Nieren etc.) bestimmt.
Bei A/B-Mikrofonierung werden die Membran-Achsen parallel ausgerichtet (Achsenwinkel = 0°), solange kein technischer Grund zur Achsenverdrehung (>0°) besteht, denn sonst entstehen neben den Laufzeitdifferenzen auch frequenzbewertete Pegeldifferenzen, die im hohen Frequenzbereich zunehmen, also unerwünschte Partialdifferenzen (Differenzen vielfacher Wellenlängen, s. Teiltöne), die zu Verfärbungen und unklarer Lokalisation bei der Stereo-Lautsprecherwiedergabe führen.
Bei einem im Verhältnis zur aufgezeichneten Schallquelle- zu groß eingestellten Abstand der beiden Mikrofonmembranen entsteht der Effekt des sogenannten „Lochs in der Mitte“ (Fehlen der sogenannten Phantomschallquelle). Ein ähnlicher Effekt entsteht, wenn das AB-Mikrofonpaar proportional zu nahe an der Schallquelle positioniert wird. Dies führt bei der Lautsprecherwiedergabe zu einem Lupeneffekt. Andererseits beeinträchtigt eine proportional zu kleine Mikrophonbasis eine klare Lokalisation in der Stereo-Klangbühne.
Die bisweilen bei einem Hauptmikrofonsystem gewählte Basisbreite zwischen den Mikrofonen von 20 cm, die sich nach einem durchschnittlichen interauralen Abstand richtet, führt zu einer nicht voll ausgenutzten maximalen Stereo-Breite der Lautsprecherbasis.
Für eine maximal präzise Lokalisation der sogenannten Phantomschallquellen über ein Lautsprecherpaar ist eine Links-Rechts-Zeitdifferenz von 1 – 1,5 Millisekunden erforderlich. - Diese Laufzeit ergibt sich (bei einem Normalluftdruck) bei einem Mikrophonabstand von ca. 73 cm, und einem Achsenwinkel der Membranen von ca. 45–90°. 

## Unterschiede
Reine Laufzeitstereofonie gibt es nicht, denn durch die unterschiedliche Distanz der Mikrofone zur Schallquelle ergibt sich immer auch ein gewisser Pegelunterschied, der zusätzlich Auswirkung auf die Richtungslokalisation hat. Eine Laufzeitdifferenz zwischen einer und zwei Millisekunden (∆ t = 1 bis 2 ms) führt zu einer Hörereignisrichtung von 100 %, also voll aus der Richtung eines Lautsprechers (Rechenwert ∆ t = 1,5 ms). Jede größere Laufzeitdifferenz lässt die Phantomschallquelle allein aus einer Lautsprecherrichtung erschallen. 
Hierbei wirkt auch der Präzedenz-Effekt („Gesetz der 1. Wellenfront“, Haas-Effekt). Perkussive Signale, Knacken und hohe Frequenzen benötigen eine kleine Laufzeitdifferenz in der Nähe von 1 ms für volle Auslenkung der Hörereignisrichtung in die Richtung eines Lautsprechers. Weich einschwingende Signale und tiefe Frequenzen brauchen hingegen eine deutlich größere Laufzeitdifferenz bis hin zu etwas mehr als 2 ms für die volle Auslenkung. Die jeweilige Auslenkung der Phantomschallquelle auf der Lautsprecherbasis wird Hörereignisrichtung bezeichnet.
Früher war diese Aufnahmeart wegen der Nichtkompatibilität zu Mono besonders beim Rundfunk nicht gern gesehen. Eine Tonaufnahme mit einem Hauptmikrofonsystem wird häufig durch Stützmikrofone ergänzt.
AB-Mikrofonsysteme haben unterschiedliche Aufgaben, die man sorgfältig auseinanderhalten sollte:
Das AB-Hauptmikrofonsystem
Notwendigerweise strebt man bei der Stereoaufnahme für die nahen „Direktsignale“, die als Phantomschallquellen im Klangbild im Vordergrund stehen, unbedingt eine möglichst gleichmäßige Verteilung auf der Lautsprecherbasis an (→ Hörereignisrichtung). Wenn dieses nicht gegeben ist, dann kann das bestimmte Laufzeitstereofoniesystem als Hauptmikrofon nicht brauchbar sein. Die Mikrofonbasis beträgt maximal einen Meter.
Das AB-Zumischmikrofonsystem
Dieses Zumischmikrofonsystem mit einer Basisbreite von etwa 1,20 m AB (Kugeln) steht in einem gewissen Abstand hinter dem nicht zu nah an den Schallquellen aufgebauten Hauptmikrofonsystem. Das bringt „Leben“ in den aufgenommenen Klang und „Luft“- sowie Umhüllungsgefühl für tiefe Frequenzen, auch die Tiefenstaffelung nimmt zu und der Klang gewinnt in akustisch guten Räumen an Größe. Aufgrund der Unähnlichkeit der Signale zum Hauptmikrofon ergeben sich keine hörbaren Kammfiltereffekte. Die für gleichmäßige Schallquellenverteilung meistens zu große Mikrofonbasis ist weniger kritisch, weil die in dieser Funktion erzeugten Signale nicht unbedingt richtungsgebend sein müssen.
Das AB-Raummikrofonsystem
Beim Aufstellen eines „AB-Raummikrofonsystems“ braucht man sich eher keine Gedanken über eine gleichmäßige Verteilung der Raumsignale zu machen, denn man lebt mit dem hinzugemischten Links-Rechts-Flanken-Raum, der eine bestimmte Zumischpegelhöhe nicht überschreiten darf, um nicht doch noch als Fehler auffällig hörbar zu werden. Im Extremfall wird dazu je ein Grenzflächenmikrofon links und rechts an der Seitenwand des Konzertsaals angebracht. Durch die sehr große Mikrofonbasis gibt es eine Räumlichkeit aus dem linken Lautsprecher und eine aus dem rechten Lautsprecher. Das ist der typische „Flanken“-Raum, der sich dennoch problemlos in Maßen ins Klangbild einfügen lässt. Die Mikrofonbasis beträgt 2 m und mehr.
Einige Theoretiker schlagen ein ORTF-Stereosystem als Raummikrofon vor, das von der Schallquelle wegzeigt.
Besonders wird die Laufzeitverzögerung beim Abmischen einer Schallaufnahme vielfach zum Zweck der künstlerischen Gestaltung (Manipulation) mit unterschiedlichen Wirkungen eingesetzt.